# Defensywny błąd 3 sekund (NBA)
Ten artykuł opisuje zagadnienie koszykarskie zgodne z normami NBA.
Zasady w ligach FIBA, NCAA lub innych mogą różnić się od tutaj przedstawionych.
Defensywny błąd 3 sekund – w koszykówce NBA jest to błąd 3 sekund popełniany przez drużynę obrony. Odliczanie 3 sekund zaczyna się w momencie, w którym drużyna ataku jest w posiadaniu piłki na polu ataku.
Każdy zawodnik obrony znajdujący się w obszarze podkoszowym musi aktywnie bronić zawodnika ataku, tzn. być na wyciągnięcie ręki i przyjąć pozycję obronną. Każdy zawodnik obrony może kryć dowolnego gracza ataku. Dozwolone jest także podwajanie dowolnego gracza.
W następujących sytuacjach odliczanie 3 sekund zostaje wstrzymane:
- zawodnik jest w trakcie wykonywania rzutu
- drużyna traci kontrolę nad piłką
- obrońca aktywnie kryje zawodnika ataku
- kiedy obrońca całkowicie opuści obszar podkoszowy (pole 16 stóp)
- oczywiste jest, że obrońca stał się "legalny"[4].

Jeżeli obrońca kryje zawodnika z piłką, dozwolone jest, aby znajdował się w obszarze podkoszowym. Nie musi znajdować się wtedy na zasięg ręki od przeciwnika. Jeśli inny zawodnik obrony aktywnie kryje zawodnika z piłką, pierwszy obrońca również musi aktywnie bronić lub wyjść poza obszar podkoszowy. Po podaniu piłki przez zawodnika ataku, obrońca musi ponownie aktywnie bronić lub opuścić obszar podkoszowy.
Defensywny błąd 3 sekund jest karany faulem technicznym (drużyna ataku oddaje rzut wolny i wprowadza piłkę z autu z wysokości przedłużenia linii rzutów wolnych).
Jeżeli zegar 24 sekund wskazywał 14 lub więcej sekund to po zatrzymaniu gry w wyniku błędu 3 sekund, po uruchomieniu nadal będzie wskazywał ostatnią wartość. Jeśli zegar 24 sekund wskazywał mniej niż 14 sekund, to zostanie zresetowany do 14 sekund. Jeżeli przewinienie zostało odgwizdane podczas udanego rzutu z gry to punkty zostają zaliczone i żadne dodatkowe kary nie są nakładane.